# Ihor Ozarkiv
Ihor Ihorovyč Ozarkiv (in ucraino Ігор Ігорович Озарків?; Žydačiv, 22 gennaio 1992) è un ex calciatore ucraino, di ruolo centrocampista.

## Carriera
Ha giocato nella massima serie dei campionati ucraino e georgiano.